# Raili Eyrich
Raili Ainamo Eyrich, född Tamminen 5 april 1923 i Helsingfors, död 2022, var en finländsk-svensk läkare. Hon ingick 1951 äktenskap med Bendt Eyrich. 
Eyrich, som var dotter till civilingenjör Väinö Tamminen och Aino Vanninen, avlade studentexamen i Helsingfors 1941, finländsk läkarexamen 1949, erhöll Kungl. Maj:ts tillstånd att i Sverige utöva läkekonsten 1951, blev svensk medborgare 1953, var vikarierande underläkare på Södersjukhuset och Stocksunds lasarett 1951–1954, vid neurologiska och medicinska klinikerna på Serafimerlasarettet 1954–1957, blev förste underläkare vid medicinska avdelningen på Halmstads lasarett 1958, biträdande överläkare där 1963 och överläkare där 1976.